# Уэвелл (лунный кратер)
Кратер Уэвелл (лат. Whewell) — небольшой ударный кратер в области западного побережья Моря Спокойствия на видимой стороне Луны. Название присвоено в честь английского философа Уильяма Уэвелла (1794—1866) и утверждено Международным астрономическим союзом в 1935 г. 

## Описание кратера
Ближайшими соседями кратера Уэвелл являются кратер Темпель на западе; кратер Зильбершлаг на северо-западе; кратер Кэли на востоке; кратер Морган на востоке-юго-востоке и кратер Дарре на юге-юго-востоке. На севере от кратера расположена борозда Аридея . Селенографические координаты центра кратера 4°10′ с. ш. 13°44′ в. д. / 4,16° с. ш. 13,73° в. д., диаметр 13,1 км, глубина 2270  м.
Кратер Уэвелл имеет циркулярную чашеобразную форму и практически не разрушен.  Вал с четко очерченной острой кромкой, в западной части нарушен мелким кратером. Внутренний склон вала гладкий, спускающийся к небольшому участку плоского дна. Высота вала над окружающей местностью достигает 490 м. По морфологическим признакам кратер относится к типу BIO (по названию типичного представителя этого класса — кратера Био).

## Сателлитные кратеры
| Уэвелл | Координаты                                          | Диаметр, км |
| ------ | --------------------------------------------------- | ----------- |
| A      | 4°41′ с. ш. 14°08′ в. д. / 4,69° с. ш. 14,13° в. д. | 3,7         |
| B      | 5°00′ с. ш. 14°28′ в. д. / 5° с. ш. 14,47° в. д.    | 3,4         |

## См.также
- Список кратеров на Луне
- Лунный кратер
- Морфологический каталог кратеров Луны
- Планетная номенклатура
- Селенография
- Минералогия Луны
- Геология Луны
- Поздняя тяжёлая бомбардировка